# توکاخندان رگه‌دار
توکاخندان رگه‌دار (نام علمی: Garrulax lineatus) نام یک گونه از تیره سسکیان است.

## نگارخانه

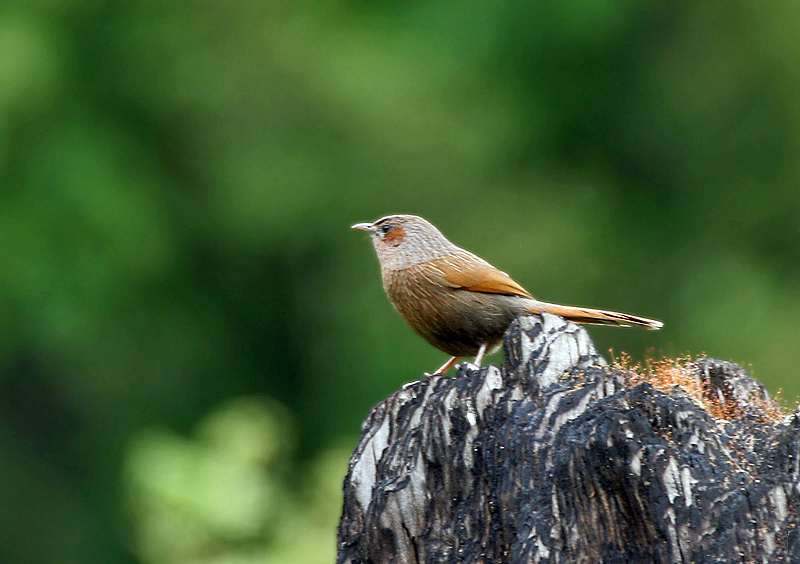
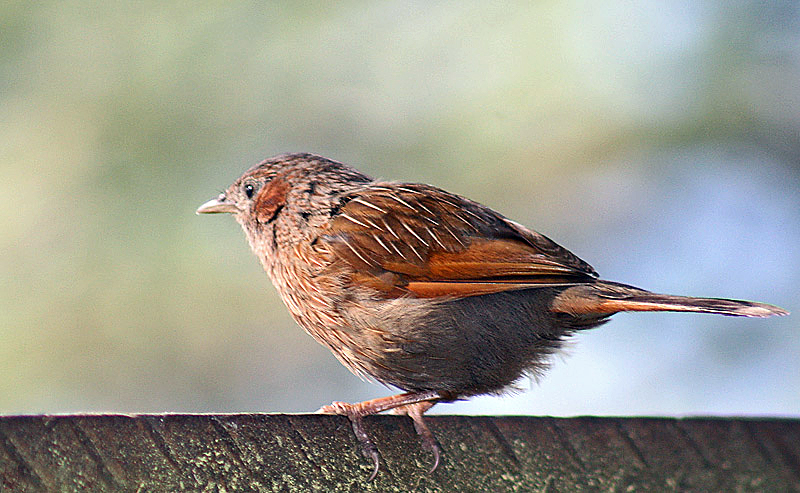
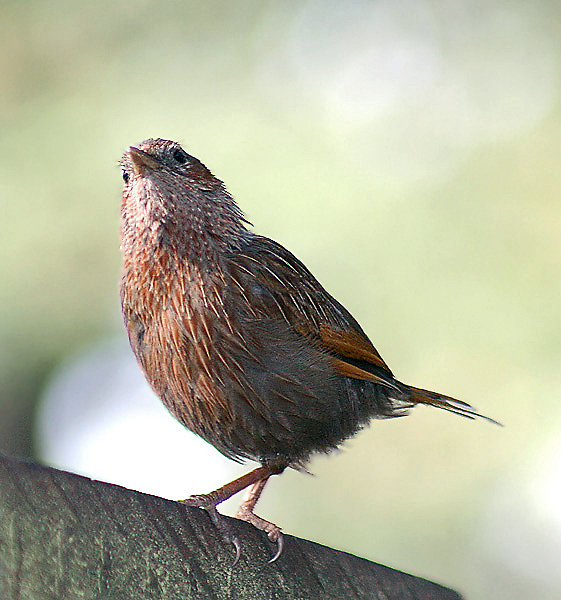
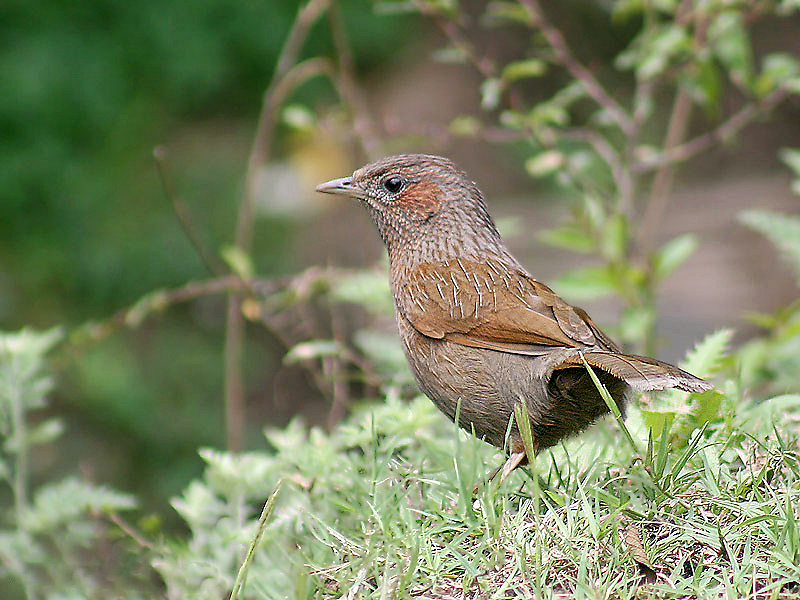